# Ghalem Fertoul
Ghalem Fertoul est un footballeur algérien né le 27 novembre 1979 à Mohammadia dans la banlieue de Mascara. Il évoluait au poste de défenseur.

## Biographie
Ghalem Fertoul évolue en Division 1 avec le club de l'ASO Chlef lors de la saison 2004-2005, puis avec l'équipe de l'AS Kroub lors de la saison 2007-2008.

## Palmarès
- Vainqueur de la coupe d'Algérie en 2005 avec l'ASO Chlef.
- Accession en Ligue 2 en 2011 avec le MO Béjaïa.